# Muş (tỉnh)
Muş là một tỉnh ở phía đông Thổ Nhĩ Kỳ. Diện tích là 8.196 km² và dân số là 488.997 (ước tính năm 2006). Dân số là 453.654 năm 2000. Người Kurd chiếm đa số. Tỉnh này có mã giao thông 49. Tỉnh lỵ là thành phố Muş. Các thị xã khác trong tỉnh gồm: Malazgirt (Manzikert), nổi tiếng với trận Manzikert of 1071.

## Các huyện
Muş được chia thành 6 đơn vị cấp huyện (tỉnh lỵ được bôi đậm):
- Bulanık
- Hasköy
- Korkut
- Malazgirt
- Muş
- Varto